# Cantone di Penne-d'Agenais
Il Cantone di Penne-d'Agenais era una divisione amministrativa dell'arrondissement di Villeneuve-sur-Lot.
È stato soppresso a seguito della riforma complessiva dei cantoni del 2014, che è entrata in vigore con le elezioni dipartimentali del 2015.
Comprendeva i comuni di:
- Auradou
- Dausse
- Frespech
- Hautefage-la-Tour
- Massels
- Massoulès
- Penne-d'Agenais
- Saint-Sylvestre-sur-Lot
- Trémons
- Trentels